# مهدی هدایتی
مهدی هدایتی (متولد ۱۹ بهمن ۱۳۴۷ در تهران) بیوشیمیست ایرانی، عضو هیئت علمی و استاد بیوشیمی دانشگاه علوم پزشکی شهید بهشتی و پژوهشکده علوم غدد درون‌ریز و متابولیسم و رئیس مرکز تحقیقات سلولی مولکولی عدد درون ریز است. او دوره کارشناسی شیمی کاربردی را در دانشگاه صنعتی شریف، دوره کارشناسی ارشد بیوشیمی بالینی را در دانشگاه تربیت مدرس و دوره دکتری بیوشیمی را در دانشگاه تهران گذرانده است. همچنین وی علاقمند به فلسفه بوده و پژوهشگر حوزه فلسفه اخلاق می باشد.
پژوهش‌های او عمدتاً در حوزه بیوشیمی، ژنتیک و اپی ژنتیک سرطان تیروئید،علی الخصوص سرطان مدولاری تیروئید، ارتباط هورمون‌های بافت چربی (آدیپوکاین ها) با انواع سرطان، روش‌شناسی یا متدولوژی آزمایشگاهی به ویژه در حوزه ایمونو اسی ها، متابولومیکس و همچنین مبحث فلسفه بیوشیمی است.

## فعالیت‌های علمی
- 20:دریافت تقدیرنامه بابت عضو هیئت علمی با H-index ۲۵ در هفدهمین جشنواره پژوهشی ابوریحان در سال ۱۳۹5.[۷]
- 19: برگزیده بیست و دومین جشنواره تحقیقات علوم پزشکی رازی در گروه علوم پایه پزشکی در سال ۱۳۹۵. [۸]
- 18. دریافت تقدیر نامه بابت عضو هیئت علمی با مجموع ارجاع Citation  بالاتر از ۱۰۰۰ در شانزدهمین جشنواره پژوهشی ابوریحان در سال ۱۳۹۴.[۹]
- 17: دریافت تقدیرنامه بابت عضو هیئت علمی با H-index بالاتر از ۲۰ در شانزدهمین جشنواره پژوهشی ابوریحان در سال ۱۳۹۴.[۷]
- 16: دریافت تقدیرنامه بابت عضو هیئت علمی با H-index بالاتر از ۱۸ در پانزدهمین جشنواره پژوهشی ابوریحان در سال ۱۳۹۳.[۷]
- 15: دریافت تقدیر نامه بابت عضو هیئت علمی با H-index بالاتر از ۱۵ در چهاردهمین جشنواره پژوهشی در سال ۱۳۹۲.[۷]
- 14: کسب عنوان پژوهشگر منتخب هیئت علمی دانشگاه در چهاردهمین جشنواره پژوهشی سال ۱۳۹۲
- 13: کسب عنوان هفتمین دانشمند برتر و پر تألیف علوم پزشکی جهان سلام (ISC) سال ۱۳۹۲
- 12: کسب عنوان چهارمین دانشمند برتر و پراستناد علوم پزشکی جهان اسلام (ISC) در سال ۱۳۹۱
- 11: کسب عنوان و درج نام در لیست یکصد دانشمند برتر جهان در زمینه تحقیقات ید در سال ۲۰۱۲ میلادی
- 10: کسب عنوان پژوهشگر نمونه یازدهمین جشنواره پژوهشی دانشگاه علوم پزشکی شهید بهشتی در سال ۱۳۸۹
- 9: کسب عنوان پژوهشگر ممتاز رشته بیوشیمی در وزرات علوم تحقیقات و فن آوری در سال ۱۳۸۸
- 8: کسب عنوان پژوهشگر ممتاز وزارت بهداشت درمان آموزش پزشکی در جشنواره پژوهشی سال ۱۳۸۸
- 7: کسب عنوان هفتمین دانشمند برتر و پر تألیف علوم پزشکی جهان اسلام (ISC) سال ۱۳۸۸
- 6: کسب عنوان مقام اول استادیار نمونه هشتمین جشنواره پژوهشی دانشگاه علوم پزشکی شهید بهشتی در سال ۱۳۸۶
- 5: کسب عنوان پژوهشگر نمونه هشتمین جشنواره پژوهشی دانشگاه علوم پزشکی شهید بهشتی در سال ۱۳۸۵
- 4: ثبت ۵ موتاسیون جدید در ژن RET proto oncogen در سرطان مدولاری تیروئید در بانک اطلاعاتی  NCBI آمریکا
- 3: ثبت اختراع با عنوان فرایند مستقیم اندازه‌گیری مالون دی آلدهید در نمونه سرم انسانی شماره و تاریخ ثبت ۸۱۷۳۴-۲۵-۱۰-۱۳۹۲
- 2: ثبت اختراع با عنوان روش اندازه‌گیری کلسیم در پلاسمای حاوی ضد انعقاد EDTA شماره و تاریخ ثبت ۷۴۸۰۴-۰۹-۰۲-۱۳۹۱
- 1: ثبت اختراع با عنوان پایدار کننده محلول سوبسترای آنزیم پراکسیداز (TMB/H2O2) شماره و تاریخ ثبت ۷۷۳۵۳-۰۷-۰۸-۱۳۹۱

## عنوان‌ها و سمت‌ها
- 16: عضو کمیته علمی و هیئت تحریریه مجله بین‌المللی و آمریکایی:Annals of Thyroid Research تحقیقات سالانه تیروئید [۱۰]
- 15: عضو کمیته علمی و هیئت تحریریه بین‌المللی در شاخه پزشکی و علوم سلامت (Medical and Health Sciences)، آکادمی جهانی علوم، مهندسی و تکنولوژی (World Academy of Science, Engineering and Technology) [۱۱]
- 14: حضور در لیست  مشاهیر و فرهیختگان بنیاد ایران شناسی، شاخه علوم پزشکی، بیوشیمی.[۱۲]
- 13: رئیس مرکز تحقیقات سلولی مولکولی وابسته به پژوهشکده علوم غده درون‌ریز.
- 12: رئیس کمیته متناظر SC16 در موسسه استاندارد کشور
- 11: عضو ارشد هیئت تحریریه (Senior Editorial Board) مجله آمریکایی (American Journal of Cancer Science (AJCS
- 10: عضو ارشد هیئت تحریریه (Senior Editorial Board) مجله Scimetr
- 9: عضو هیئت تحریریه (Editorial Board)مجله آمریکایی هورمون‌شناسی ISRN Endocrinology
- 8: عضو هیئت تحریریه (Editorial Board)مجله علوم کاربردی ورزش و تندرستی
- 7: دستیار سردبیر (associate editor) مجله انگلیسی غده درون‌ریز و متابولیسم ایران.
- 6: عضو پیوسته و نماینده استان تهران در انمجن بیوشیمی بالینی ایران
- 5: عضو پیوسته انجمن ایرانی اخلاق در علوم و فناوری
- 4: عضو کمیته تخصصی بیوشیمی در اداره کل مرجع سلامت
- 3: عضو کمیته کشوری کمبود ید در اداره کنترل بیماری‌ها
- 2: مدیریت اولین وبلاگ در زمینه فلسفه بیوشیمی، به منظور آشنایی با تفکرات فلسفی در حیطه بیوشیمی
- 1: نگارش مقالات در زمینه فلسفه علم در روزنامه‌های کثیرالانتشار[۱۳][۱۴][۱۵][۱۶]